# 俞应麓

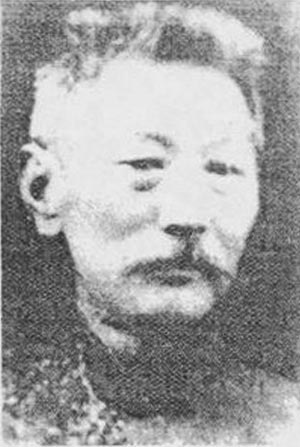
1946年的俞应麓

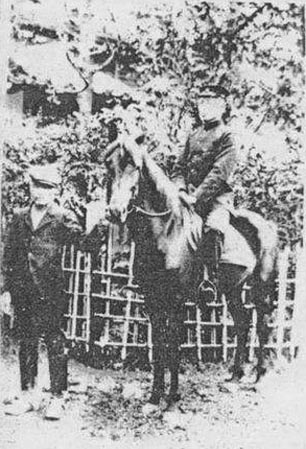
1910年，俞应麓（骑马者）留学日本时，摄于日本静冈清水市

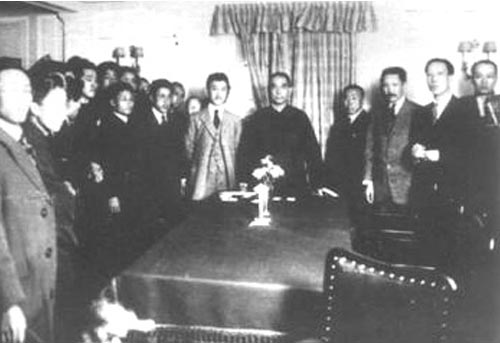
1924年11月，孙中山在赴长崎的上海丸上对日本记者进行谈话时的情形。图中正中为孙中山，其左为戴季陶，其右一为马湘，其右二为俞应麓

俞应麓（1878年—1951年4月4日），字咏瞻，江西省广丰县人。中國民主革命家、政治家。

## 生平
清光绪四年冬（1878年）他在江西省广丰县城关鸟林街出生，有五兄二弟一姐，排行第六，父亲俞承典。幼年他先就读于私塾，后到上饶信江中学读书，受维新思想影响。1900年，在江西武备学堂求学时，结识李烈钧、欧阳武、彭程万等，开始参与反清革命活动。
1905年，俞应麓考取江西留日官费生，据《清末各省留日学生姓名籍贯学校证书号次表》记载，他的证书为二一九九号。在日本他入振武學校，与浙江黃郛、江蘇唐凱等為同班同學。後考入日本參謀部測量修技所三角科深造，习军事测绘。在东京與彭程萬一同加入同盟会。1910年，俞应麓回国，在南昌办江西省測繪學堂。
1911年10月10日，武昌起義爆發。10月30日晚，俞應麓與彭程萬率众配合革命軍光復南昌。其后又率軍配合黃興攻占南京。11月28日任江西都督府代表出席各省都督府代表聯合會会议，并投票選舉孫中山為中華民國臨時大總統。
1912年后，他历任江西都督府軍務部長、軍政司長兼贛軍第一師師長、代理督军、都督府高等顧問官等职。1913年他支持李烈鈞通电讨袁，失败后逃亡日本、南洋。1915年冬前往云南，在雲南講武堂任教。同年12月25日雲南出師討袁，俞應麓隨李烈鈞第二軍轉戰廣西百色、廣東肇慶等地。
1917年出任廣東軍政府大元帥府高級參謀，授銜上將。1923年隨大元帥府參謀總長李烈鈞輔助孫中山擊敗叛將陳炯明，轉戰潮州。1924年4月，孫中山任命俞應麓為江西宣撫使。10月陪同孫中山於11月由上海乘船取道日本轉赴天津、北京，并于孫中山病逝后參加治喪事宜。1927年，因受蔣介石排挤，毅然退出軍政界。于当年10月还乡。
1928年春於常山成立“常玉汽車路股份有限公司”籌備處，1929年秋常玉路建成通車後公司正式成立，俞應麓任董事長，其弟俞應凱（原京張鐵路工程師）先後任公司工程科長、經理。1931年完成由玉山延伸到廣豐的公路。1942年夏，日本侵略軍侵入贛東，常玉汽車路公司倒閉。日军进入广丰后，企图请其担任伪职，被拒绝。
1948年9月，他与中共地下黨取得联系，暗中支持其工作。同年11月策反了江西省地方保安團的一营长王其雨和一营的兵力。后出任臨時治安委員會主任、支前委員會主任。
1951年初，镇反运动开展后，他受到诬陷，以“通匪反叛”、“贪污公粮”、“恶霸”等罪名，于1951年4月4日被判处死刑，并立即执行。
1989年7月29日由上饶地区中级人民法院终审判决，宣告无罪，公开平反，恢复政治声誉。

## 家庭
在日本时，俞应麓与日本女子安间依姬结婚，生长子安间勇。
1919年，与原配妻子杨晓春，于江西省广丰县生子俞百钊。
20年代驻兵汕头时，结识当地女学生吴凤琼，生子俞百巍。
1942年吳鳳瓊病逝於上海后，与玉山八都寡居女教師盧凌雲成婚。